# 歌劇場の一覧
歌劇場の一覧（かげきじょうのいちらん）は、オペラ・オペレッタなどを上演するための施設とオペラ団体を擁する主要な歌劇場の一覧である。施設とオペラ団体が別法人のところも記載しているが、専属のオペラ団体を持たない劇場（シャンゼリゼ劇場、東京文化会館等）は記載していない。

## 西ヨーロッパ

### イギリス
- イングリッシュ・ナショナル・オペラ：ロンドン
- ウェールズ・ナショナル・オペラ：カーディフ
- グラインドボーン音楽祭：サセックス
- スコティシュ・オペラ（英語版）：グラスゴー
- ロイヤル・オペラ・ハウス（コヴェントガーデン王立歌劇場）：ロンドン
- エディンバラ・グランド・オペラ（英語版）：エディンバラ

### アイルランド
- アイルランド・オペラ（英語版）：ダブリン
- ウェックスフォード・オペラ・フェスティバル：ウェックスフォード

### イタリア
- スカラ座：ミラノ
- ローマ歌劇場：ローマ
- フェニーチェ劇場：ヴェネツィア
- サン・カルロ劇場：ナポリ
- フィレンツェ5月音楽祭劇場（フィレンツェ市立劇場）：フィレンツェ
- ボローニャ市立劇場：ボローニャ
- トリノ・レージョ劇場：トリノ
- カルロ・フェリーチェ劇場：ジェノヴァ
- パレルモ・マッシモ劇場：パレルモ
- マッシモ・ベッリーニ劇場：カターニア
- ヴェルディ劇場：トリエステ
- カリアリ劇場：カリャリ
- ヴェルディ劇場：トリエステ
- フィラルモニコ劇場：ヴェローナ
- ペトルツェッリ劇場：バーリ
- パルマ・レージョ劇場：パルマ
- ガエタノ・ドニゼッティ劇場：ベルガモ
- ブレシア・グランデ劇場：ブレシア

### オーストリア
- アン・デア・ウィーン劇場：ウィーン
- ウィーン国立歌劇場：ウィーン
- ウィーン・フォルクスオーパー：ウィーン
- グラーツ歌劇場：グラーツ
- ザルツブルク音楽祭関係：ザルツブルク
  - ザルツブルク祝祭大劇場
  - フェルゼンライトシューレ
  - モーツァルトのための劇場（旧ザルツブルク祝祭小劇場）
- ザルツブルク州立歌劇場：ザルツブルク
- リンツ州立歌劇場：リンツ

### オランダ
- オランダ国立歌劇場（英語版）：アムステルダム

### スイス
- ジュネーヴ大劇場（フランス語版）：ジュネーヴ
- チューリッヒ歌劇場：チューリッヒ
- バーゼル歌劇場（英語版）：バーゼル
- ベルン市立劇場：ベルン
- ルツェルン歌劇場：ルツェルン
- ローザンヌ歌劇場（フランス語版）：ローザンヌ
- ザンクト・ガレン劇場（英語版）：ザンクト・ガレン

### スペイン
- サルスエラ劇場：マドリード
- リセウ大劇場：バルセロナ
- レアル劇場：マドリード
- マエストランサ劇場（英語版）：セビリア
- ソフィア王妃芸術宮殿（英語版）：バレンシア
- アリアーガ劇場：ビルバオ

### ドイツ
- アーヘン劇場：アーヘン
- ヴァイマル・ドイツ国民劇場：ヴァイマル
- ヴィースバーデン・ヘッセン州立劇場：ヴィースバーデン
- オーパー・ヴッパータール：ヴッパータール
- エッセン劇場：エッセン
- カッセル州立劇場：カッセル
- ゲルトナープラッツ州立劇場：ミュンヘン
- ケルン歌劇場：ケルン
- シュトゥットガルト州立歌劇場：シュトゥットガルト
- ゼンパー・オーパー（ドレスデン州立歌劇場）：ドレスデン
- ダルムシュタット州立劇場：ダルムシュタット
- デッサウ・アンハルト劇場：デッサウ
- ニュルンベルク州立歌劇場：ニュルンベルク
- バーデン州立歌劇場：カールスルーエ
- バイエルン州立歌劇場：ミュンヘン
- ハイデルベルク市立劇場：ハイデルベルク
- バイロイト祝祭劇場：バイロイト
- ハンブルク州立歌劇場：ハンブルク
- プラウエンーツヴィッカウ劇場：プラウエン、ツヴィッカウ
- フランクフルト歌劇場：フランクフルト
- ブレーメン劇場：ブレーメン
- ベルリン・コーミッシェ・オーパー：ベルリン
- ベルリン州立歌劇場（リンデン・オーパー）：ベルリン
- ベルリン・ドイツ・オペラ：ベルリン
- ボン市立劇場：ボン
- マイニンゲン州立劇場：マイニンゲン
- マンハイム国民劇場：マンハイム
- ライプツィヒ歌劇場：ライプツィヒ
- ライン・ドイツ・オペラ：デュッセルドルフ、デュースブルク

### フランス
- オペラ＝コミック座：パリ
- シャトレ座：パリ
- トゥールーズ・キャピトル劇場（フランス語版）：トゥールーズ
- ニース歌劇場（フランス語版）：ニース
- パリ国立オペラ
  - ガルニエ宮（オペラ座）：パリ
  - オペラ・バスティーユ：パリ
- ボルドー大劇場（フランス語版）：ボルドー
- マルセイユ市立歌劇場（フランス語版）：マルセイユ
- モンペリエ歌劇場（フランス語版）(オペラ・コメディー)：モンペリエ
- ラン歌劇場（フランス語版）：ストラスブール、ミュルーズ、コルマール
- リヨン歌劇場（オペラ・ヌーヴェル）：リヨン
- アヴィニョン歌劇場（フランス語版）：アヴィニョン
- ルーアン歌劇場（フランス語版）：ルーアン
- ディジョン歌劇場（フランス語版）：ディジョン
- リール歌劇場（フランス語版）：リール
- アンジェ・ナント歌劇場（フランス語版）：アンジェ、ナント
- ロレーヌ国立歌劇場（フランス語版）：ナンシー
- レンヌ歌劇場（フランス語版）：レンヌ
- クレルモン＝フェラン歌劇場（フランス語版）：クレルモン＝フェラン
- ランス歌劇場（フランス語版）：ランス
- トゥーロン歌劇場（フランス語版）：トゥーロン
- ヴェルサイユ宮殿王室歌劇場（フランス語版）：ヴェルサイユ
- サン＝テティエンヌ歌劇場（フランス語版）：サン＝テティエンヌ
- メッス歌劇場（フランス語版）：メッス
- コンピエーニュ帝国劇場（フランス語版）：コンピエーニュ
- リモージュ歌劇場（フランス語版）：リモージュ
- ボジェ歌劇場（英語版）：ボジェ
- トゥール歌劇場（フランス語版）：トゥール
- ヴィシー歌劇場（フランス語版）：ヴィシー
- マシー歌劇場（フランス語版）：マシー

### ベルギー
- モネ劇場（ベルギー王立歌劇場）：ブリュッセル
- ワロニー王立歌劇場（フランス語版）：リエージュ
- フランドル歌劇場（英語版）：アントウェルペン、ヘント

### ポルトガル
- サン・カルルシュ国立劇場：リスボン

### モナコ
- モンテカルロ歌劇場

### ルクセンブルク
- ルクセンブルク歌劇場（英語版）：ルクセンブルク

## 北ヨーロッパ

### スウェーデン
- スウェーデン王立歌劇場：ストックホルム
- ドロットニングホルム宮廷劇場：ストックホルム
- フォルクオペラ歌劇場：ストックホルム
- マルメ歌劇場：マルメ
- ノールランド歌劇場（英語版）：ウメオ
- レッコ城オペラ：リードヒェーピング（英語版）

### デンマーク
- デンマーク王立歌劇場：コペンハーゲン

### ノルウェー
- オスロ歌劇場：オスロ
- ベルゲン国立歌劇場（英語版）：ベルゲン

### フィンランド
- フィンランド国立歌劇場（英語版）：ヘルシンキ
- サヴォンリンナ・オペラ・フェスティバル：サヴォンリンナ

## 中部ヨーロッパ

### アルメニア
- エレバン歌劇場（英語版）：エレバン

### クロアチア
- クロアチア国立劇場（英語版）：ザグレブ

### ギリシャ
- ギリシャ国立歌劇場（英語版）：アテネ

### ジョージア
- ジョージア国立歌劇場（英語版）：トビリシ

### スロヴァキア
- スロヴァキア国立歌劇場（英語版）：ブラチスラヴァ

### スロベニア
- リュブリャナ歌劇場（英語版）：リュブリャナ

### セルビア
- ベオグラード国立歌劇場（英語版）：ベオグラード
- マドレニアヌム歌劇場（英語版）：ベオグラード

### チェコ
- プラハ国立歌劇場（旧スメタナ劇場）：プラハ
- プラハ国立劇場：プラハ
  - スタヴォフスケー劇場（旧ティル劇場）（cs:Stavovské divadlo）
  - プラハ国民劇場
- ヤナーチェク歌劇場（英語版）：ブルノ
- モラヴィア・シレジア国立劇場（英語版）：オストラヴァ

### ハンガリー
- ハンガリー国立歌劇場：ブダペスト

### ブルガリア
- ソフィア国立歌劇場（英語版）：ソフィア
- ルセ国立歌劇場（英語版）：ルセ

### ボスニア・ヘルツェゴビナ
- サラエヴォ国立劇場：サラエヴォ

### ポーランド
- ポーランド国立歌劇場（英語版）：ワルシャワ
- クラクフ歌劇場：クラクフ
- ヴロツワフ歌劇場（英語版）：ヴロツワフ
- バルティック歌劇場（英語版）：グダニスク
- ポズナン歌劇場（英語版）：ポズナン
- ウッチ歌劇場（英語版）：ウッチ
- ワルシャワ室内オペラ（英語版）：ワルシャワ

### ルーマニア
- ルーマニア国立歌劇場（ブカレスト）（ルーマニア語版）：ブカレスト
- ルーマニア国立歌劇場（ティミショアラ）（英語版）：ティミショアラ
- ルーマニア国立歌劇場（クルジュ＝ナポカ）（英語版）：クルジュ＝ナポカ
- ルーマニア国立歌劇場（ヤシ）（英語版）：ヤシ

## 東ヨーロッパ

### ウクライナ
- ウクライナ国立歌劇場：キエフ
- オデッサ・オペラ・バレエ劇場：オデッサ

### エストニア
- エストニア国立歌劇場（英語版）：タリン

### ベラルーシ
- ベラルーシ国立オペラ・バレエ劇場（英語版）：ミンスク

### リトアニア
- リトアニア国立オペラ・バレエ劇場（英語版）：ヴィリニュス

### ラトビア
- ラトビア国立歌劇場：リガ

### ロシア
- モスクワ室内音楽劇場（モスクワ・シアター・オペラ）：モスクワ
- ヘリコン・オペラ（英語版）：モスクワ
- ボリショイ劇場：モスクワ
- モスクワ音楽劇場：（ダンチェンコ劇場、en:Stanislavski and Nemirovich-Danchenko Moscow Academic Music Theatre）
- マリインスキー劇場（旧キーロフ劇場）：サンクトペテルブルク
- ミハイロフスキー劇場（マールイ劇場）：サンクトペテルブルク
- ノヴォシビルスク・オペラ・バレエ劇場（英語版）：ノヴォシビルスク
- ペルミ・オペラ・バレエ劇場（英語版）：ペルミ

## 北アメリカ

### アメリカ
- フィラデルフィア歌劇場（英語版）：フィラデルフィア
- サンフランシスコ・オペラ：サンフランシスコ
- シカゴ・リリック・オペラ：シカゴ
- ニューヨーク・シティ・オペラ(2011年本拠地のリンカーン・センターとの契約をやめる。2013年10月1日、連邦倒産法適用申請発表。)[1]（ニューヨーク州立劇場）：ニューヨーク
- ヒューストン・グランド・オペラ（英語版）：ヒューストン
- メトロポリタン歌劇場：ニューヨーク
- ロスアンジェルス・オペラ（ドロシー・チャンドラー・パビリオン）：ロサンゼルス
- ワシントン・ナショナル・オペラ（英語版）（ケネディ・センター）：ワシントン
- アトランタ・オペラ（英語版）：アトランタ
- オースティン・オペラ（英語版）：オースティン
- アイダホ・オペラ（英語版）：ボイシ
- シンシナチ・オペラ（英語版）：シンシナチ
- ダラス・オペラ（英語版）：ダラス
- フロリダ・グランド・オペラ（英語版）：マイアミ
- マイアミ・リリック・オペラ（英語版）：マイアミ
- ミネソタ・オペラ（英語版）：ミネソタ
- ケンタッキー・オペラ（英語版）：ルイヴィル
- マディソン・オペラ（英語版）：マディソン (ウィスコンシン州)
- メリーランド・リリック・オペラ（英語版）：メリーランド
- メンフィス・オペラ（英語版）：メンフィス
- フロレンティン・オペラ（英語版）：ミルウォーキー
- ナッシュヴィル・オペラ（英語版）：ナッシュヴィル
- ニュー・オリンズ・オペラ（英語版）：ニューオリンズ
- アリゾナ・オペラ（英語版）：アリゾナ
- ピッツバーグ・オペラ（英語版）：ピッツバーグ
- カロライナ・オペラ（英語版）：シャーロット (ノースカロライナ州)
- ユタ・オペラ（英語版）：ソルトレイクシティー
- サンアントニオ・オペラ（英語版）：サンアントニオ
- サンディエゴ・オペラ（英語版）：サンディエゴ
- オペラ・パラレール（Opera Parallèle）：サンフランシスコ
- サンノゼ・オペラ（英語版）：サンノゼ
- サンタバーバラ・オペラ（英語版）：サンタバーバラ
- サンタフェ・オペラ（英語版）：サンタフェ (ニューメキシコ州)
- サラソータ・オペラ（英語版）：サラソータ (フロリダ州)
- シアトル・オペラ（英語版）：シアトル
- タコマ・オペラ（英語版）：タコマ (ワシントン州)
- トレド・オペラ（英語版）：トレド (オハイオ州)
- パームビーチ・オペラ（英語版）：パームビーチ (フロリダ州)
- デラウェア・オペラ（英語版）：ウィルミントン (デラウェア州)
- ペンサコーラ・オペラ（英語版）：ペンサコーラ (フロリダ州)
- オペラ・ラファイエット（英語版）：ワシントン
- セントルイス歌劇場（英語版）：セントルイス
- ミシシッピ・オペラ（英語版）：ジャクソン (ミシシッピ州)

### カナダ
- カナディアン・オペラ・カンパニー（英語版）：トロント
- オペラ・アトリエ（英語版）：トロント
- タペストリー・オペラ（英語版）：トロント
- モントリオール・オペラ（フランス語版）：モントリオール
- ケベック・オペラ（フランス語版）：ケベック・シティー
- カルガリー・オペラ（英語版）：カルガリー
- エドモントン・オペラ（英語版）：エドモントン
- バンクーバー・オペラ（英語版）：バンクーバー

## 南アメリカ

### アルゼンチン
- コロン劇場： ブエノスアイレス

### ブラジル
- リオデジャネイロ市立劇場： リオデジャネイロ
- サンパウロ市立劇場： サンパウロ
- アマゾナス劇場（英語版）：マナウス

## オセアニア

### オーストラリア
- オーストラリア・オペラ（シドニー・オペラハウス）：シドニー

## 西アジア

### イスラエル
- イスラエル歌劇場（英語版）：テルアビブ

## 東アジア

### 日本
- ザ・カレッジ・オペラハウス：大阪府豊中市
- 滋賀県立芸術劇場 びわ湖ホール：滋賀県大津市
- 新国立劇場：東京都渋谷区
- 兵庫県立芸術文化センター：兵庫県西宮市

その他はCategory:日本の歌劇場を参照

### 台湾
- 台中国家歌劇院：台中市西屯区